# Geylang International
Geylang International (già Geylang United dal 1996 al 2012) è una squadra di calcio singaporiana che milita nella Premier League, la massima divisione calcistica nazionale.

## Storia
Fondato nel 1974 come "International Contract Specialists", il club cambiò nome in "Geylang International" l'anno successivo e in "Geylang United" all'esordio della S.League nel 1996, per poi tornare "Geylang International" nel 2012.

## Palmarès

### Competizioni nazionali
- 2 campionati nazionali (S.League 1996 e S.League 2001)
- 1 Singapore Cup nel 2009
- 1 Singapore FA Cup nel 1996

### Altri piazzamenti
- Singapore Premier League:

Secondo posto: 2003
Terzo posto: 2024-2025
- Coppa di Lega di Singapore:

Finalista: 1997
- Coppa dell'AFC:

Semifinalista: 2004